# کلسیم سیلیکات
کلسیم سیلیکات (به انگلیسی: Calcium silicate) یک ترکیب شیمیایی با شناسه پاب‌کم ۱۴۹۴۱ است. شکل ظاهری این ترکیب، بلورهای سفید است.

## کلسیم سیلیکات در صنعت ساختمان
دیوارهای ساخته شده توسط کلسیم سیلیکات به عنوان دیوارهای فوق سبک شناخته می‌شوند در حد بسیار بالایی در وزن سازه و کاهش وزن سازه به ویژه در سازه‌های فلزی تأثیرگذار هستند. دیوار کلسیم سیلیکات ایده‌آل‌ترین دیوار حال حاضر در صنعت ساختمان است.

## صفحات کلسیم سیلیکات
صفحات کلسیم سیلیکات نسل جدید ورقهای بدون آزبست هستند که با محیط زیست کاملاً سازگار و به سلامت انسان لطمه‌ای نمی‌زنند. این ورق‌ها در نماهای داخلی و بیرونی ساختمان کاربر دارند و نوع مقاوم آن در برابر رطوبت و عایق حرارت نیز تولید می‌شود.
صفحات کلسیم سیلیکات صفحاتی سیمانی از خانواده فایبر سمنت‌ها هستند که با ترکیب کلسیم حین تولید به سختی بسیار بالایی نسبت به انواع مشابه خود دست پیدا کرده‌اند. با ترکیب دو صفحهٔ کلسیم سیلیکات به ضخامت هرکدام ۶ میلی‌متر و یک فوم پلی‌استایرن در وسط می‌توان به عنوان دیواری بسیار ایده‌آل در صنعت ساختمان مورد استفاده قرار گیرد.

### مزایا

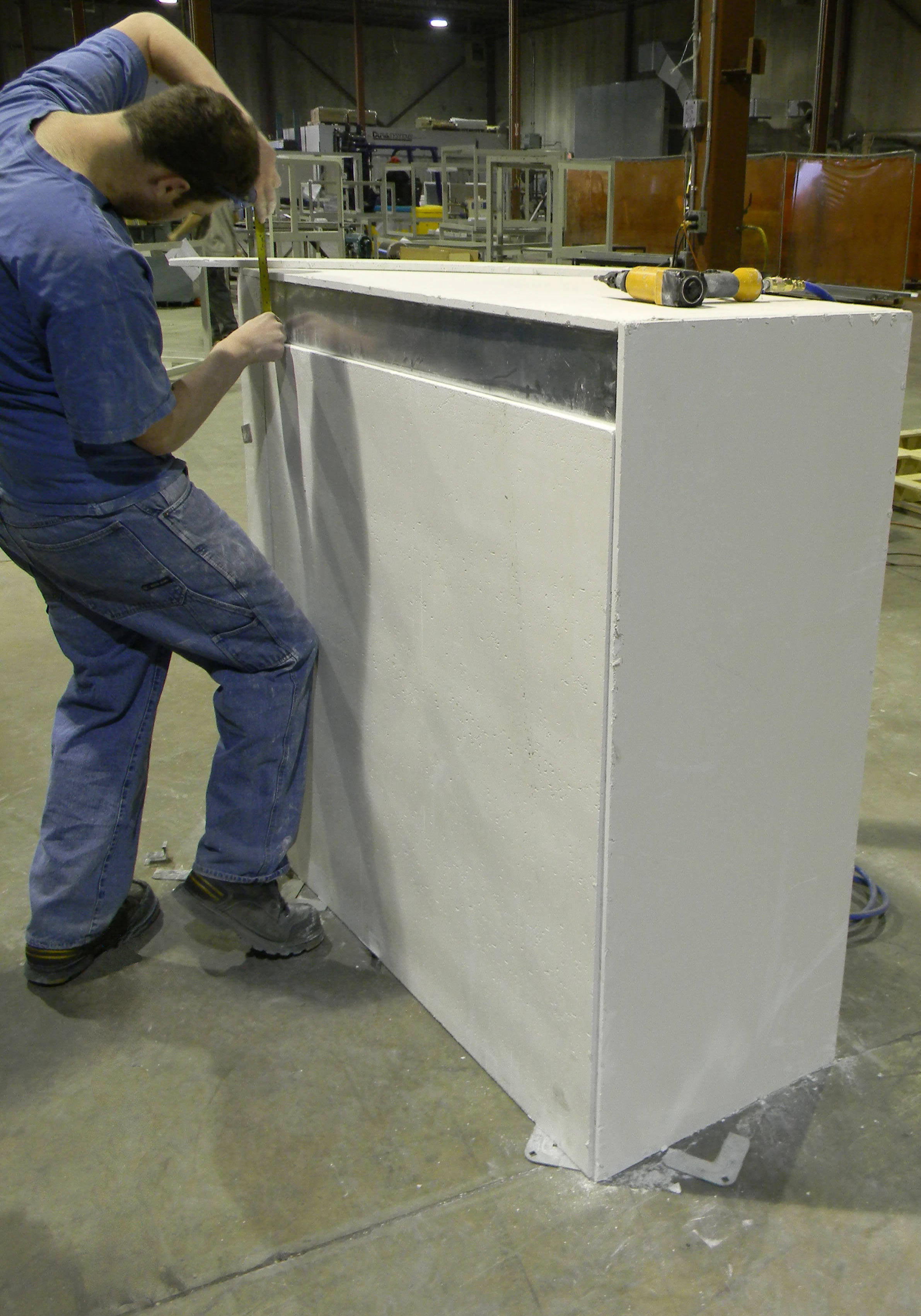
استفاده از کلیسم سیلیکلت در اطراف دستگاه‌های فلزی برای ایجاد مقاومت در مقابل آتش‌سوزی

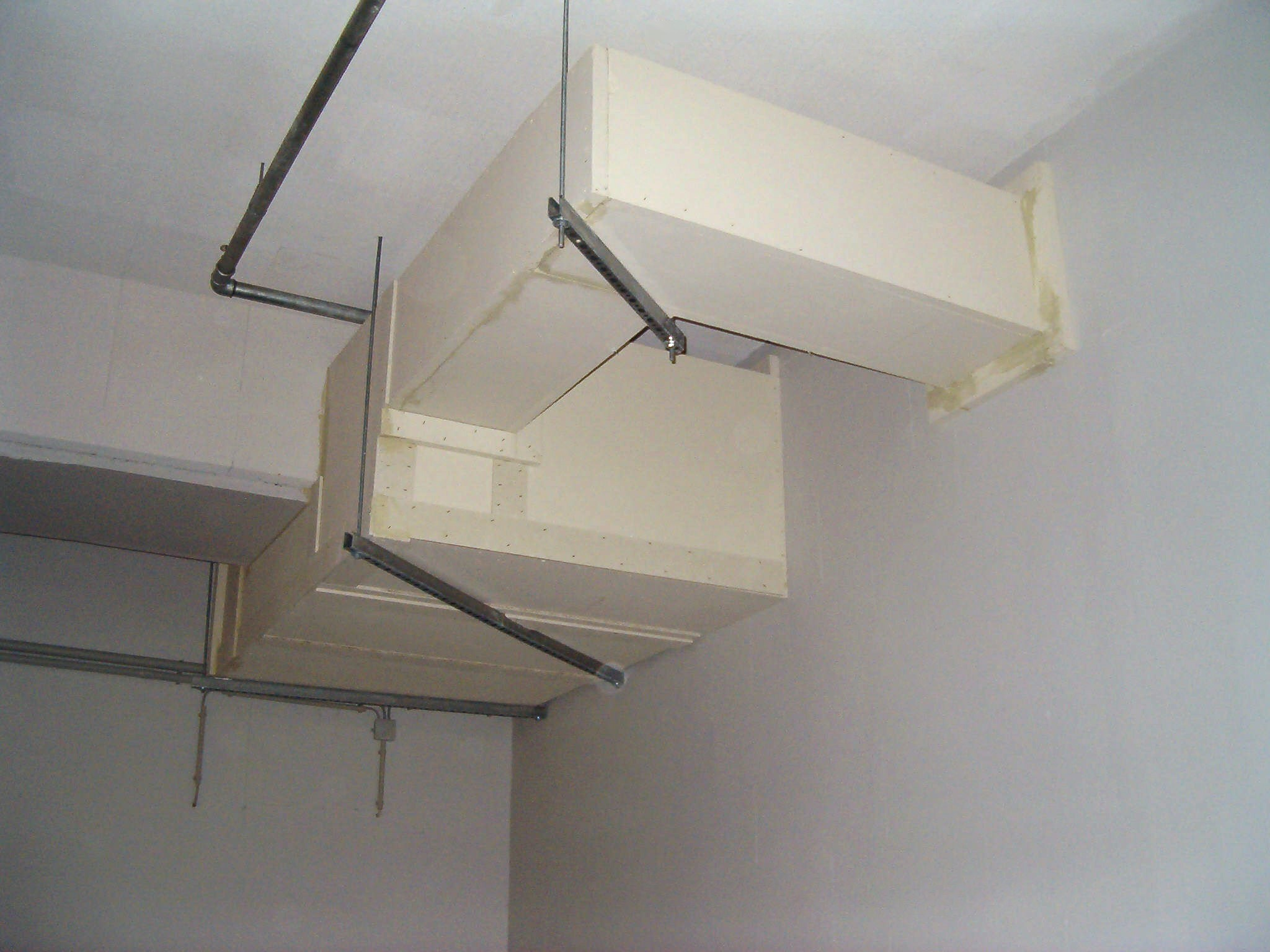
استفاده از کلیسیم سلیکات برای ایجاد سطی مقاوم در برابر آتش‌سوزی

- وزن سبک و در نتیجه کاهش وزن سازه تا حدود ۸۰ درصد
- سرعت اجرایی بالا، کاهش زمان ساخت تا حدود ۷۰ درصد برای یک تیم کاری (تا ۱۵۰ متر مربع در یک روز)
- کاهش شدید ضایعات و پرت مصالح (حدود ۱ درصد کل پروژه)
- درگیری با قاب پیرامون (کف، سقف، ستون) در نتیجه ایستایی و مقاومت بیشتر
- عایق صوت، گرما و سرما
- عدم فشار و درگیری روی سیستم تأسیسات (لوله کشی‌ها)
- پایداری بسیار بالا در برابر رطوبت و آتش‌سوزی
- عدم فساد، خوردگی و پوسیدگی
- پایداری بالا در برابر لرزش تکان‌های شدید و زلزله
- خشک بودن سیستم
- فرایندی تمیز و عاری از گرد و خاک
- صرفه جویی در مصرف انرژی تا ۵۰ درصد
- پوشش الزامات مبحث ۱۹ مقرارت ساختمان
- غیرقابل نفوذ بودن توسط حشرات و جانواران موذی
- کاهش هزینه‌های حمل و نقل، سوخت، نیروی انسانی
- عدم آلودگی محیط زیست و عدم نیاز به آب (۹۹ درصد صرفه جویی)

## مشخصات فنی دیوار کلسیم سیلیکات
دیوار از یک فوم پلی استایرن و دو ورق از جنس کلسیم سیلیکات که در دو طرف فوم قرار گرفته‌است تشکیل شده‌است پانل‌ها به ضخامت ۵ تا ۲۰ سانتیمتر قابل تولید می‌باشند عرض پانل‌ها ۱/۲۰ و ارتفاع آن حداکثر ۳/۰۵ متر است.
وزن پانل‌ها به علت سبکی پلی استایرن بسیار کم است (بستگی به ضخامت روکش و چگالی عایق حدود ۱۷ الی ۲۵ کیلوگرم بر مترمربع است) در حالی که وزن دیوار آجری به ضخامت ۲۲ سانتیمتر حدود ۴۰۰ کیلوگرم در مترمربع می‌باشد.